# Princesa (novela)
Princesa, editada en 1994, es la autobiografía de Fernanda Farias de Albuquerque, una travesti trans brasileña detenida en la prisión de Rebibbia en Roma. Fue escrito con la ayuda del director y periodista italiano Maurizio Jannelli, promotor de proyectos literarios entre los presos. Jannelli era un exmiembro del grupo militante Brigadas Rojas que también estaba detenido en la misma prisión.

## Publicación inicial
De Albuquerque escribió Princesa durante su estadía en la cárcel de Rebibbia luego de conocer a un pastor sardo durante su reclusión, y Jannelli tradujo el texto italiano callejero sardo de De Albuquerque al italiano estándar. El libro analiza la violencia infligida a las prostitutas travestis y transgénero, tanto por parte de la policía como de los vigilantes (estos últimos incluyen los asesinatos de sus colegas). También habla de su adicción a las drogas y al alcohol mientras estuvo en São Paulo, así como también del proceso migratorio entre Latinoamérica y Europa y la búsqueda de nuevas oportunidades.
En 1994, el libro fue publicado por Sensibili alle foglie, una cooperativa editorial de Renato Curcio, exintegrante de las Brigadas Rojas. La presentación de sus libros en el Festival de Cine GLBT de Turín y la presencia de Curcio en el festival encontraron la oposición de los familiares de los asesinados por las Brigadas Rojas, uno de los cuales gritó "¡asesino!" (asesino/asesino) en la cara de Curcio, lo que llevó a que De Albuquerque no asistiera al festival.

## Publicaciones posteriores y legado
El libro fue reeditado por Club degli Editori y Marco Tropea Editore y posteriormente traducido al portugués, español, alemán y griego. La novela también inspiró la canción homónima de Fabrizio de André («Princesa») en su último álbum Anime salve (1996) escrita con Ivano Fossati.
La novela inspiró la película Princesa de 2001, dirigida por Henrique Goldman y que obtuvo el premio a Mejor Largometraje Extranjero en el festival de cine Outfest de Los Ángeles.